# Gericke
Gericke ist ein deutscher Familienname.

## Namensträger
- Albert Gericke (19./20. Jh.), deutscher Architekt
- Arne Gericke (* 1964), deutscher Politiker (Freie Wähler)
- Bernhard Gericke (1908–1977), deutscher Rechtsextremist
- Christian Wilhelm Gericke (1742–1803), deutscher Pietist und evangelischer Missionar
- Corina Gericke (* 1963), deutsche Tierrechtlerin
- Cyriacus Gericke († 1551), deutscher lutherischer Theologe
- David Gericke (* 1965), argentinisch-deutscher Maler, Bildhauer und Schmuckdesigner
- Friedrich Carl Gustav Gericke (1755–1817), deutscher Oberamtmann und Ökonom
- Fritz Gericke (1897–1958), deutscher Schriftsteller, Funktionär der neuheidnischen Deutschen Glaubensbewegung (DG)
- Fritz E. Gericke (1928–2016), deutscher Autor
- Gerd Gericke (1935–2021), deutscher Dramaturg und Hochschullehrer
- Günther Gericke (1887–1970), deutscher Offizier und Nachrichtendienstler
- Gustav Gericke (1864–1935), deutscher Industrieller
- Hans Gericke (1871–1912), deutscher Ingenieur und Luftschiffer
- Hans Gericke (Architekt) (1912–2014), deutscher Architekt und Stadtplaner
- Hans Otto Gericke (1933–2016), deutscher Pädagoge, Professor und Historiker
- Helene Gericke (* 1869, † nach 1930), deutsche Stilllebenmalerin der Düsseldorfer Schule
- Helmuth Gericke (1909–2007), deutscher Mathematiker
- Henryk Gericke (* 1964), deutscher Schriftsteller und Galerist
- Herbert Gericke (1895–1978), deutscher Kunsthistoriker
- Hermann Gericke (* 1931), Schweizer Unternehmer und Olympionike
- Horst Gericke (* 1923), deutscher Historiker und Altertumswissenschaftler
- Isa Katharina Gericke (* 1973), norwegische Opernsängerin
- Jan Gericke (* 1967), deutscher Jurist und Richter am Bundesgerichtshof (BGH)
- Johann Ernst Gericke, deutscher Kupferstecher
- Johann Moritz Heinrich Gericke, deutscher Gymnasiallehrer und Rektor
- Katharina Gericke (* 1966), deutsche Dramatikerin
- Konrad Gericke (1904–1980), deutscher Schauspieler, Dramaturg und Intendant sowie Politiker (NDPD)
- Lisa-Sophie Gericke (* 1995), deutsche Bobsportlerin
- Louis Gericke van Herwijnen (1814–1899), niederländischer Diplomat und Politiker
- Margarete Gericke (1911–2006), deutsche Schriftstellerin
- Olaf Gericke (* 1966), deutscher Politiker (CDU)
- Otto Gericke (1602–1686), deutscher Politiker, Jurist, Physiker und Erfinder, siehe Otto von Guericke
- Peter Gericke (1693–1750), deutscher Mediziner und Professor der Universität Helmstedt
- Robert Gericke, deutscher Fußballspieler
- Samuel Theodor Gericke (1665–1729), deutscher Historien- und Bildnismaler sowie Kunsttheoretiker
- Siegfried Gericke (1901–1987), deutscher Agrikulturchemiker
- Silke Gericke (* 1974), deutsche Politikerin (Grüne)
- Theodor Gericke (1819–1878), preußischer Generalmajor
- Thomas Gericke (1946–2012), deutscher Generalmajor der Luftwaffe der Bundeswehr
- Walter Gericke (1907–1992), deutscher General
- Wilhelm Gericke (1845–1925), österreichischer Dirigent
- Wilhelm Friedrich Gericke (1823–1873), deutscher Politiker und Bürgermeister
- Willem Lodewijk Adolf Gericke (1836–1914), niederländischer Marineoffizier und Politiker
- Willi Gericke (1895–1970), deutscher Maler und Grafiker